# Teng Biao

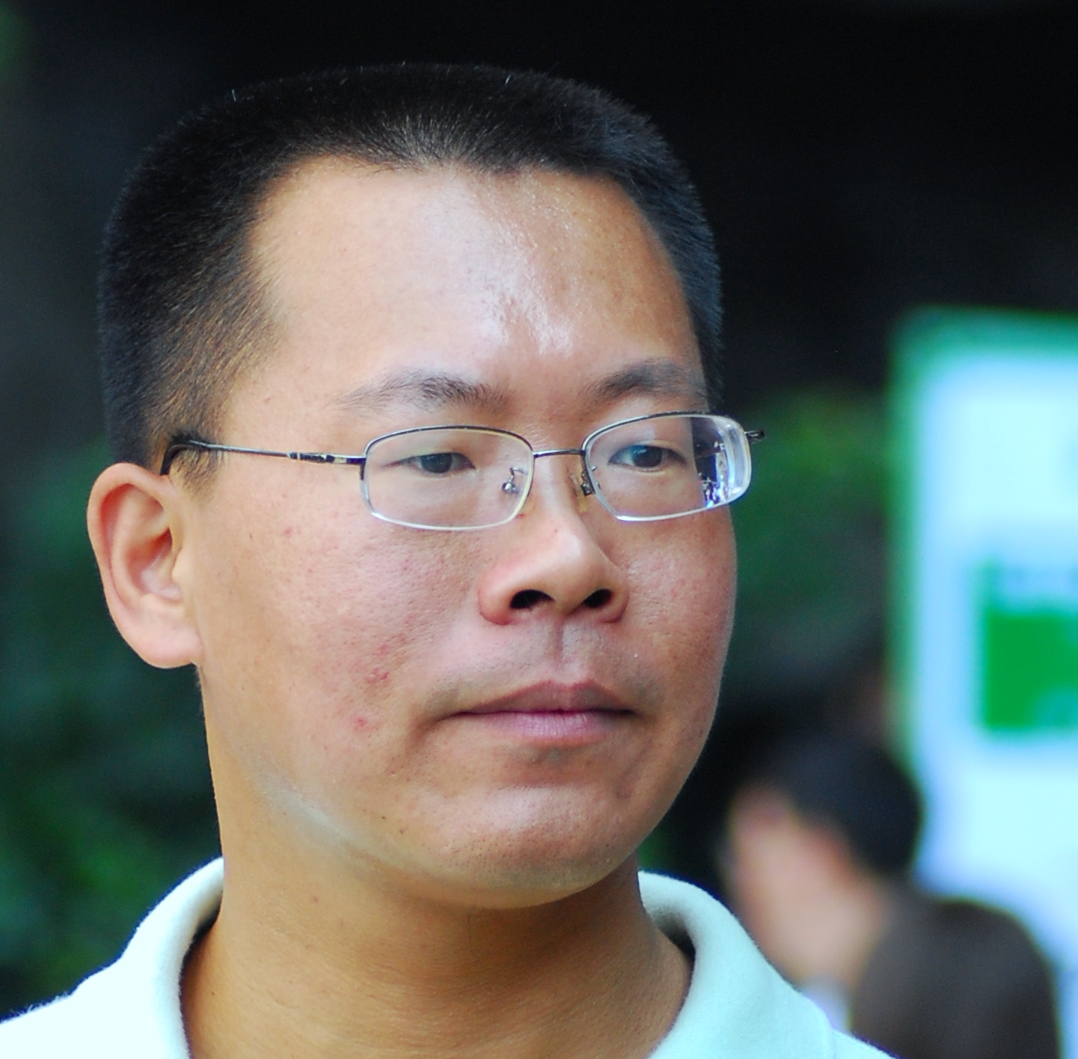
Teng Biao

Teng Biao (chinesisch 滕彪; * 2. August 1973 in Huadian) ist ein chinesischer Menschenrechtsaktivist und Anwalt. Teng ist Dozent an der Chinesischen Universität für Politikwissenschaft und Recht in Peking. Teng wurde bisher mindestens zweimal verhaftet: im März 2008 für zwei Tage und im Februar 2011.
Nachdem er zusammen mit 20 anderen Kollegen erklärte, Tibeter vor Gericht verteidigen zu wollen, entzog die Regierung ihm im Mai 2008 seine Lizenz zur Verteidigung in politischen Fällen. Zuvor war ihm bereits sein Reisepass entzogen worden, und er war im März 2008 vom chinesischen Geheimdienst für zwei Tage entführt worden.
Westliche Medien teilten am 20. Februar 2011 mit, Teng sei – zeitnah zu den auf die Proteste in der arabischen Welt folgenden Protesten in China 2011 – verhaftet worden. Am 19. Februar hatte Teng in seiner letzten Twitter-Nachricht vor der Festnahme ironisch angemerkt, bei Verhören [in China] werde wohl kein Jasmintee gereicht.
Durch den Machtantritt von Xi Jinping im November 2012 verschärfte sich die Lage für Oppositionelle in China.
Teng Biao flog mit seiner jüngsten Tochter über Hongkong in die USA und lebt seit September 2014 im Exil in New Jersey, wo er über das „Scholars at Risk“-Programm eine Professur an der Harvard University erhielt. Im April 2015 floh seine Frau mit der älteren Tochter über Südostasien und traf ein Jahr später bei ihrem Mann ein.